# كارستن فيشر
كارستن فيشر (بالألمانية: Karsten Fischer)‏ (27 مايو 1984 ألمانيا - ) هو لاعب كرة قدم ألماني يلعب كلاعب وسط.

## روابط خارجية
- كارستن فيشر على موقع قاعدة بيانات كرة القدم.إي يو (الإنجليزية)
- كارستن فيشر على موقع بيانات كرة القدم. دي إي (الألمانية)
- كارستن فيشر على موقع عالم كرة القدم.نت (الإنجليزية)